# Высоцкий, Георгий Николаевич
Гео́ргий Никола́евич Высо́цкий (7 [19] февраля 1865, Никитовка, Черниговская губерния — 6 апреля 1940, Харьков) — русский, украинский и советский почвовед, лесовод, геоботаник и географ. Академик ВАСХНИЛ (1934), академик АН УССР (1939).

## Биография
Родился 7 (19) февраля 1865 года в семье дворянина. Среднее образование получил в Глуховской гимназии, выпуск 1883 года.
В 1890 году окончил Петровскую сельскохозяйственную академию.
В 1892—1904 годах работал в Великоанадольском лесном массиве в Полтавской экспедиции В. В. Докучаева. С 1899 года работал лесничим в Мариупольского лесничества.
В 1904—1912 годах был ревизором лесоустройства при Лесном департаменте и работал профессором в Лесном институте.
С 1913 года — профессор Киевского университета. В 1918—1923 годах — профессор Таврического университета.
В 1923—1926 годах — профессор Горецкого сельскохозяйственного института. В 1926—1930 годах — профессор Харьковского института сельского и лесного хозяйства. C 1930 года — профессор Всесоюзного научно-исследовательского института лесного хозяйства и агролесомелиорации в Харькове.
Скончался 6 апреля 1940 года в Харькове.

## Научные исследования
Изучал влияние леса на гидрологический режим. Впервые рассчитал баланс влаги под лесом и полем, исследовал влияние леса на среду обитания и причины безлесья степей. Внёс существенный вклад в степное лесоразведение. Разработал «древесно-кустарниковый» тип насаждений, показал ценность дуба для создания лесных насаждений в степи, выдвинул положение о значении микориз для разведения дуба и сосны. Подчёркивал значение почвенных червей и других землероев в почвообразовании.
Ввёл понятие «глей», которое транслитерировано в английское «Gley» и широко используется почвоведами всего мира. Ввёл понятие «фитострома» как геосферы наибольшего средоточия растительности.
Предложил классификацию растений по формам вегетативного размножения. Предложил климатический показатель коэффициент увлажнения, известный под названием коэффициент увлажнения Высоцкого-Иванова.
Из работ по геоботанике особенно ценна его монография «Ергеня» (1915), имеющая большое значение для познания лесной растительности и её эволюции под влиянием воздействия человека.
В 1915 году за заслуги перед географической наукой Г. Н. Высоцкий был награждён золотой медалью им. П. П. Семёнова-Тянь-Шанского.

## Память
Карстовая пещера-понор Высоцкого (574-4). Расположена в западной части массива Северная Демерджи. Заложена в верхнеюрских известняках. Протяженность 45 м, глубина 26 м, площадь 100 м². Названа в честь Георгия Николаевича Высоцкого, исследователя природы Крыма, профессора Таврического университета. Название присвоено в 2000 году Карстовой комиссией КАН в связи со 135-летием со дня рождения.
В честь Г. Н. Высоцкого была названа гора в Антарктиде (массив Вольтат; открыта и нанесена на карту в 1961 году, названа в 1966-м).